# ویلیام نیوبرگ
ویلیام نیوبرگ (لاتین: Guilelmus Neubrigensis; تولد حدود ۱۱۳۶ - درگذشت حدود ۱۱۹۸) تاریخ‌نگار، و ناظم‌های کانون اهل بریدلینگتون پادشاهی انگلستان در قرن دوازدهم میلادی بود. اثر معروف او تاریخ مملکت انگلستان (به لاتین: Historia rerum Anglicarum) نام دارد.
وی در سال ۱۱۳۶ میلادی در استان بریدلینگتون به دنیا آمد. تاریخ او وقایع سال‌های ۱۰۶۶ تا ۱۲۹۸ را گزارش می‌دهد. البته وقایع سال‌های ۱۱۹۸ تا ۱۲۹۸ را که جلد دوم تاریخ ویلیام دربرمی‌گیرد، از سوی راهب دیر فیونیس در انگلستان تدوین شده‌است. تاریخ وی اگرچه موجز است اما گزارش‌های وی مشاهدات و معاینات خود اوست. منازعات میان هنری دوم و فرزندان، درگیری پادشاهی انگلستان با کلیسا در عصر هنری دوم و جان، سفارت‌های میان اراضی مقدس و انگلستان و فرانسه و … از موضوعات اثر وی است.